# سباق طواف فرنسا 1978
سباق طواف فرنسا 1978 من سلسلة سباقات سباق طواف فرنسا. أقيم هذا السباق في تاريخ 29 يونيو - 23 يوليو 1978 على 22+Prologue, including two split stages مراحل. بعد مرور 112 ساعة و03 دقيقة و02 ثانية وبعد طي 3913.9 كم بمتوسط 34.929 كم في الساعة فاز بالميدالية الذهبية برنار هينو من فرنسا، فيما حصد يوب زوتيميلك من هولندا الميدالية الفضية، وكانت الميدالية البرونزية من نصيب يواخيم أغوستينو من البرتغال.

## الميداليات
| ذهب                | فضة                   | برونز                      |
| برنار هينو - فرنسا | يوب زوتيميلك - هولندا | يواخيم أغوستينو - البرتغال |